# 马来西亚电讯博物馆
马来西亚电讯博物馆是一座位于马来西亚吉隆坡的博物馆。 

## 历史
这座博物馆的建筑始建于1928年。它最初是一个人工电话交换机的办公室。在1938年，它被升级成为机械式电话交换机的机房。
在1980年代早期， 马来西亚电讯打算在吉隆坡寻找一个空间来作为他们的办公室，以便他们能存放公司的电信设备。 在1984年，马来西亚电讯找到了该建筑物并认为该建筑物是合适的，便计划扩建。 然而，该计划因时任首相马哈迪·莫哈末在1985年提议将该建筑物视作为国家遗产予以保护而取消。 马来西亚电讯随后决定耗资1000万马币将该建筑转变成一座博物馆。 博物馆的建造工作自1989年开始，并于1992年竣工。博物馆内的收藏品于1993年开始收集并为展示做准备。 1994年6月3日，该博物馆正式向公众开放。 

## 建筑风格
博物馆的建筑为新古典希腊建筑风格。 

## 开放时间
除公众假期外，该博物馆于每日上午九时至下午五时向公众开放。

## 交通
该博物馆位于占美清真寺站以东，步行即可到达。